# Zapasy na Igrzyskach Ameryki Południowej 2010
Turniej w ramach Igrzysk w 2010 rozegrano w dniach 23–26 marca w "Coliseo de Combates de la Unidad Deportiva Atanasio Girardot" w mieście Medellín.

## Tabela medalowa
Gospodarz zawodów został zaznaczony kolorem.
| Poz.    | Państwo   |    |    |    | Łącznie |
| 1       | Wenezuela | 9  | 6  | 5  | 20      |
| 2       | Kolumbia  | 6  | 9  | 4  | 19      |
| 3       | Ekwador   | 2  | 1  | 7  | 10      |
| 4       | Brazylia  | 1  | 2  | 9  | 12      |
| 5       | Peru      | 1  | 2  | 8  | 11      |
| 6       | Argentyna | 1  | 0  | 7  | 8       |
| Łącznie | Łącznie   | 20 | 20 | 40 | 80      |

## Wyniki

### W stylu klasycznym
| Waga   | złoty               | srebrny           | brązowy        | brązowy           |
| ------ | ------------------- | ----------------- | -------------- | ----------------- |
| 55 kg  | Andrés Montaño      | Andrés G.Taborda  | Jorge Cardozo  | José Magallanes   |
| 60 kg  | Iván de Jesús Duque | Wuileixis Rivas   | Paul Sobrado   | Mauricio Atamaint |
| 66 kg  | Francisco Barrio    | Manuel Torres     | Ângelo Moreira | Julio Cuenú       |
| 74 kg  | Alexander Brazón    | Sixto Barrera     | José Escobar   | Felipe Macedo     |
| 84 kg  | Eddy Bartolozzi     | Cristian Mosquera | Pool Ambrocio  | Marcelo Gomes     |
| 96 kg  | Erwin Caraballo     | Raúl Anguilo      | Davi Albino    | Rubén Walesberg   |
| 120 kg | Rafael Barreno      | Víctor Asprilla   | Sandro López   | Maicon Steindorff |

### W stylu wolnym
| Waga   | złoty           | srebrny          | brązowy           | brązowy         |
| ------ | --------------- | ---------------- | ----------------- | --------------- |
| 55 kg  | Fredy Serrano   | Fernando Paredes | Juan Valverde     | Arturo Soto     |
| 60 kg  | Nelson García   | Abel Herrera     | Fernando Iglesias | César Roberty   |
| 66 kg  | Yoan Blanco     | Elvis Fuentes    | Raoni Barcelos    | José Paico      |
| 74 kg  | Ricardo Roberty | Rosalío Medrano  | Daniel Malvino    | David Cubas     |
| 84 kg  | José Díaz       | Jarlis Mosquera  | Yuri Maier        | Pool Ambrocio   |
| 96 kg  | Luis Vívenes    | Diego Rodríguez  | Juan Martínez     | Rubén Walesberg |
| 120 kg | Antoine Jaoude  | Fabián Zapata    | Yonsy Sánchez     | Sandro López    |

### W stylu wolnym kobiet
| Waga  | złoty              | srebrny           | brązowy                | brązowy           |
| ----- | ------------------ | ----------------- | ---------------------- | ----------------- |
| 48 kg | Mayelis Caripá     | Carolina Castillo | Flor Quispe            | Katiuska Toaza    |
| 51 kg | Gloria Rivas       | Agüis Rivas       | Luisa Valverde         | Patricia Bermúdez |
| 55 kg | Daney Céspedes     | Lissette Antes    | Leydi Izquierdo        | Mirna Henríquez   |
| 59 kg | Jackeline Rentería | Joice da Silva    | Jessica Zúñiga         | Millie Aguilar    |
| 63 kg | Sandra Roa         | Maried Bracho     | Dailane Gomes Dos Reis | Mayra Antes       |
| 67 kg | Gloria Zabala      | Sandra Amado      | Sandra Mina            | Gilda de Oliveira |